# Maina Talia
Maina Talia est un homme politique tuvaluan.

## Biographie
Originaire de l'atoll de Vaitupu, il devient en 2011 secrétaire de l'organisation non-gouvernementale Réseau d'Action des Tuvalu pour le Climat. En 2013 il co-fonde à Suva, aux Fidji, le Réseau d'Action des Îles du Pacifique pour le Climat ; il y siège ensuite pendant deux ans au comité de direction. Dans le même temps, à partir de 2011 il travaille comme responsable des questions de réchauffement climatique pour l'Église des Tuvalu (en).
Titulaire d'un Master en théologie abordant le réchauffement climatique en articulation avec des questions théologiques, il obtient un doctorat dans ces mêmes thèmes à l'université Charles Sturt en Australie en 2023.
Il est élu député de Vaitupu au Fale i Fono (le parlement national des Tuvalu) aux élections législatives de janvier 2024. En février, le nouveau Premier ministre Feleti Teo le nomme ministre de l'Intérieur ainsi que ministre du Réchauffement climatique et de l'Environnement.